# キ201 (航空機)
キ201 火龍
キ201の側面図
- 用途：戦闘機
- 分類：特殊防空戦闘機/戦闘襲撃機（戦闘攻撃機）
- 製造者：中島飛行機
- 運用者： 大日本帝国（日本陸軍）
- 生産数：なし（エンジンのみ）

キ201は、第二次世界大戦末期に大日本帝国陸軍によって計画されたジェット戦闘襲撃機。キ201はキ番号、通称は火龍（かりゅう）。開発は中島飛行機。

## 概要
キ201「火龍」は日本陸軍初のジェット機として計画された。この機体は海軍の橘花と同様に、同盟国ドイツのメッサーシュミット Me262戦闘機を参考にしている。このため本機の基礎形は、三角形の胴体断面、双発エンジンの翼下懸架方式などMe 262に酷似している。しかしスケール的に火龍はMe 262に比べ一回り大型で、逆に橘花は小型である。
海軍の橘花が計画段階から機関砲を一切装備せず（第二次試作機からは戦闘機型や複座偵察機型に装備予定）、対艦攻撃のみを考慮に入れ武装は唯一爆弾のみであったのに比べ、陸軍の火龍はあくまで搭載した4門の機関砲によりアメリカ軍のボーイングB-29爆撃機迎撃を任務とする防空戦闘機、及び爆弾やタ弾にて連合軍の艦艇や地上部隊の襲撃を任務とする襲撃機を兼ねた、戦闘襲撃機という位置付けがなされていた。そのため日本軍が計画した純粋なジェット戦闘機としては本機が最初で最後である。
機体設計は中島が担当し、機体とエンジンは1945年（昭和20年）に図面の完成にこぎつけた。量産は第21製造廠で開始され、第一次試作機は18機を製作する予定であった。搭載するターボジェットエンジンは、日立製作所が担当した「ネ230」と、石川島芝浦タービン（石芝）が担当した「ネ130」の2種類が予定されていたが、終戦により完成に至らなかった。また、石芝製の「ネ140」ターボジェットや「ネ201」ターボプロップエンジンの搭載も考えられていた。
2015年6月、中島飛行機三鷹研究所の跡地にあたる国際基督教大学（ICU）キャンパス内で試作品とみられるステンレス製のジェットエンジンが発見され、調査の結果キ201に搭載予定だったネ230の部品の可能性が高いことが判明した。

## 諸元
計画値（石川島ネ130装備タイプ）
- 機種用途：特殊防空戦闘機/戦闘襲撃機
- 設計： 中島
- 形式： 低翼
- 乗員： 1名（操縦者）
- 全長： 11.50 m
- 全幅： 13.70 m
- 全高： 4.05 m
- 主翼面積： 25.00 m2
- 全備重量： 7000 kg
- 動力： ネ130 静止推力908 kg ×2
- 最大速度： 852 km/h
- 実用上昇限度： 12,000 m
- 航続距離：980 km
- 武装： ホ5 20mm 機関砲 ×2（各200発搭載）・ホ155-II 30mm 機関砲（各120発搭載） ×2
  - 500 kg爆弾 ×1ないし800 kg爆弾 ×1